# Rhamphomyia alpiniformis
Rhamphomyia alpiniformis är en tvåvingeart som beskrevs av Frey 1950. Rhamphomyia alpiniformis ingår i släktet Rhamphomyia och familjen dansflugor. Inga underarter finns listade i Catalogue of Life.